# Гай Милоний
Гай Милоний (Gaius Milonius) политик на Римската република през началото на 1 век пр.н.е. Произлиза от фамилията Милонии. Милония Цезония(† 24 януари 41 г.), четвъртата жена на Калигула, произлиза вероятно от този род.
През 87 пр.н.е. той е народен трибун заедно с Публий Магий, Марк Марий Грацидиан, Марк Вергилий и Секст Луцилий. Тази година консули са Луций Корнелий Цина и Гай Марий. На местото на умрелия Марий е избран за суфектконсул Луций Валерий Флак.